# Irlandzcy posłowie do Parlamentu Europejskiego 2004–2009
Irlandzcy posłowie VI kadencji do Parlamentu Europejskiego zostali wybrani w wyborach przeprowadzonych 11 czerwca 2004.

## Lista posłów
Wybrani z listy Fine Gael
- Colm Burke, poseł do PE od 19 czerwca 2007
- Avril Doyle
- Jim Higgins
- Mairead McGuinness
- Gay Mitchell

Wybrani z listy Fianna Fáil
- Liam Aylward
- Brian Crowley
- Seán Ó Neachtain
- Eoin Ryan

Wybrany z listy Partii Pracy
- Proinsias De Rossa

Wybrana z listy Sinn Féin
- Mary Lou McDonald

Wybrane jako kandydatki niezależne
- Marian Harkin
- Kathy Sinnott

Byli posłowie VI kadencji do PE
- Simon Coveney (wybrany z listy Fine Gael), do 10 czerwca 2007, zrzeczenie